# Вестборн-парк (станція метро)

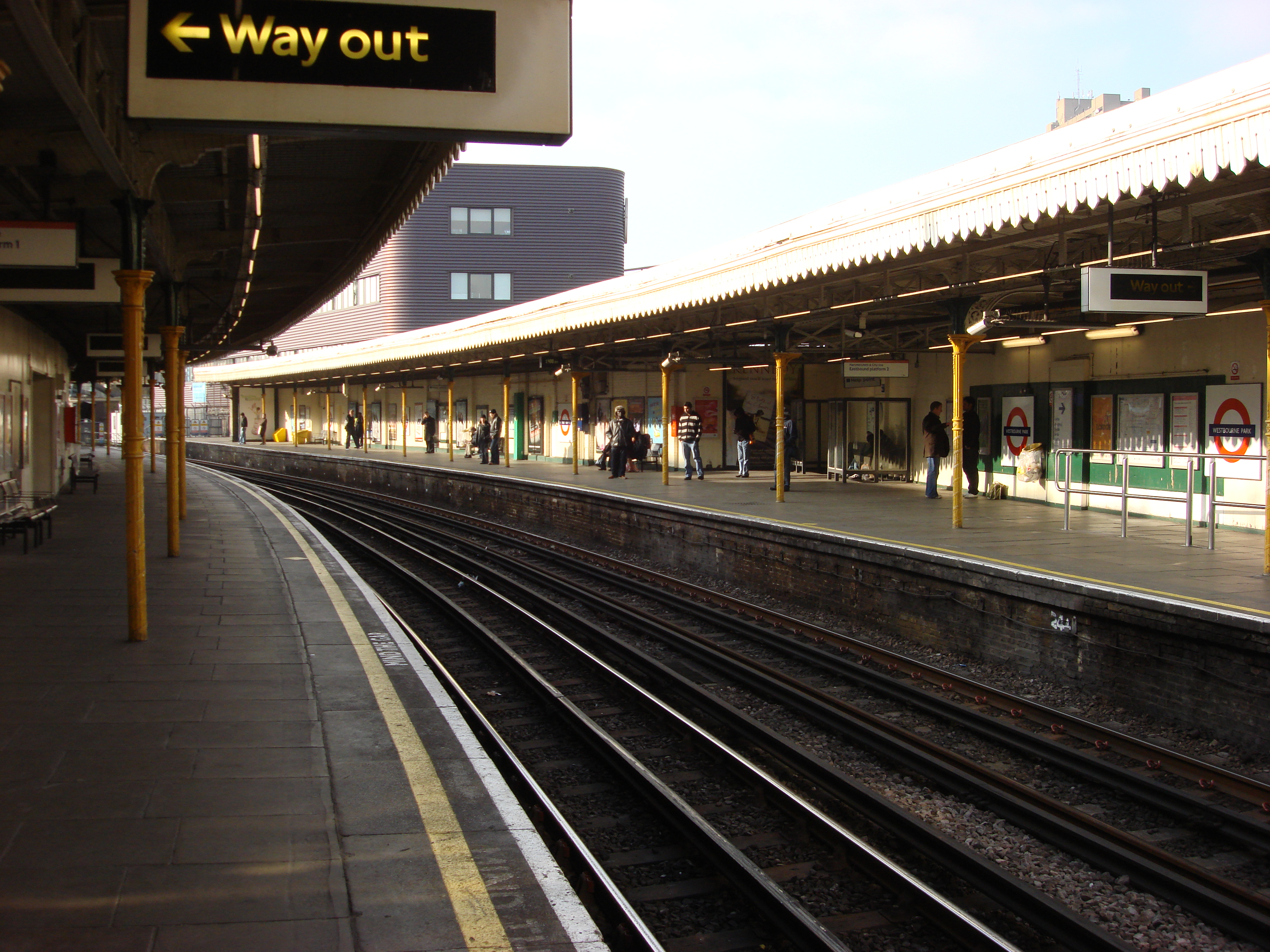
Платформа станції Вестборн-парк

51°31′16″ пн. ш. 0°12′04″ зх. д. / 51.521111111111° пн. ш. 0.20111111111111° зх. д.
Вестборн-парк (англ. Westbourne Park) — станція Лондонського метрополітену ліній Кільцева та Гаммерсміт-енд-Сіті. Станція знаходиться у районі Ноттінг-гілл, у 2-й тарифній зоні, між метростанціями Ледброк-гроув та Роял-Оук. В 2017 році пасажирообіг станції — 4.13 млн пасажирів
Конструкція станції — наземна відкрита з двома береговими платформами.

## Історія
- 1. лютого 1866 — відкриття станції у складі Лінії Гаммерсміт-енд-Сіті
- 30. жовтня 1871 — відкриття платформ Great Western Main Line
- 13. березня 1992 — закриття платформ Great Western Main Line
- 13. грудня 2009 — відкриття трафіку Кільцевої лінії[4]

## Пересадки
На автобуси London Bus маршрутів 7, 18, 23, 28, 31, 36, 70, 328 та нічні маршрути N28, N31